# Peter Heywood
Capitão Peter Heywood (6 de junho de 1772 - 10 de fevereiro de 1831) foi um oficial da Marinha Real Britânica que estava a bordo do HMS Bounty, durante o motim de 28 de abril de 1789. Mais tarde ele foi capturado, julgado e condenado à morte como um amotinado, mas depois foi perdoado. Ele retomou a carreira naval e, eventualmente, se aposentou com o posto de Pós-capitão, após 29 anos de serviço honrado.

## Biografia
O filho de uma proeminente família da Ilha de Man, com fortes ligações navais, Heywood juntou Bounty sob o Tenente William Bligh na idade de 15 e, embora sem classificação, recebeu os privilégios de um oficial subalterno. Bounty deixou a Inglaterra em 1787 com a missão de recolher e transporte de fruta-pão do Pacífico, chegando em Tahiti no final de 1788. As relações entre Bligh e alguns dos seus oficiais, nomeadamente Fletcher Christian, tornou-se tenso, e piorou em cinco meses que Bounty permaneceu no Tahiti.
Pouco depois o navio começou a sua viagem de volta, cristã e seus seguidores descontentes apreenderam Bligh e assumiram o controle do navio. Bligh e 19 foram lançados à deriva em um barco aberto; Heywood estava entre aqueles que permaneceram a bordo do Bounty. Mais tarde, ele e outras 15 pessoas deixaram o navio e se estabeleceram no Taiti, enquanto Bounty navegou, encerrando sua viagem na ilha de Pitcairn. Bligh, após uma épica viagem de barco em mar aberto, finalmente chegou a Inglaterra onde ele Heywood implicado como um dos principais instigadores do motim dos. Em 1791 Heywood e seus companheiros foram capturados no Taiti pela busca navio HMS Pandora, e mantidos em ferros para o transporte para a Inglaterra. A viagem seguinte foi prolongada e cansativa; Pandora foi destruído na Grande Barreira de Corais, quatro colegas reclusos de Heywood morreram afogados, mas ele teve a sorte de sobreviver.
Heywood foi submetido a corte marcial e com outras cinco pessoas e foi sentenciado à forca. No entanto, parar o caso de Heywood o tribunal recomenda a misericórdia, e ele foi posteriormente perdoado pelo rei George III. Em uma rápida mudança da fortuna ele se viu favorecido por oficiais superiores, e após a retomada de sua carreira recebeu uma série de promoções que lhe deu seu primeiro comando na idade de 27 e fez uma pós-capitão em 31. Ele permaneceu na Marinha até 1816, construir uma carreira respeitável como hidrógrafo e, em seguida teve uma longa aposentadoria e pacífica. A extensão da verdadeira culpa é Heywood no motim foi encoberta pelas declarações contraditórias e possível falso testemunho. Durante seu julgamento, conexões poderosa da sua família trabalhava em seu nome, e mais tarde ele beneficiou a família cristã esforços para rebaixar o caráter Bligh e apresentar o motim como uma reação compreensível de uma tirania insuportável. Relatos da imprensa contemporânea, e os mais recentes comentadores, têm contrastado do perdão Heywood com o destino dos três companheiros de prisão que estavam pendurados, todos os marinheiros-deck inferior, sem riqueza ou influência familiar.